# Ivan Gundulić
 (mai 2023).
Si vous disposez d'ouvrages ou d'articles de référence ou si vous connaissez des sites web de qualité traitant du thème abordé ici, merci de compléter l'article en donnant les références utiles à sa vérifiabilité et en les liant à la section « Notes et références ».
 (septembre 2023).
Ivan Dživo Franov Gundulić (en italien : Giovanni Francesco Gondola), né le 9 janvier 1589[réf. nécessaire] et mort le 8 décembre 1638, est le poète baroque croate, le plus célébré de la république de Raguse. Son travail incarne les principales caractéristiques de la Contre-Réforme catholique : ferveur religieuse, insistance sur la « vanité de ce monde » et opposition aux « infidèles »».
Les travaux majeurs de Gundulić — la poésie épique Osman, la pièce pastorale Dubravka et la poésie religieuse Les Larmes du fils prodigue, basée sur la parabole du Fils prodigue — sont des exemples de richesse stylistiques baroques et d'excès rhétorique.